# تشارلز هانفورد هندرسون
تشارلز هانفورد هندرسون (بالإنجليزية: Charles Hanford Henderson)‏ هو مربي أمريكي، ولد في 30 ديسمبر 1861 في فيلادلفيا في الولايات المتحدة، وتوفي في 2 يناير 1941 في دايتونا بيتش في الولايات المتحدة.